# Lkáň
Obec Lkáň se nachází v okrese Litoměřice v Ústeckém kraji. Žije v ní 191 obyvatel.

## Historie
První písemná zmínka pochází z roku 1237.

## Obyvatelstvo
|                                                    | 1869 | 1880 | 1890 | 1900 | 1910 | 1921 | 1930 | 1950 | 1961 | 1970 | 1980 | 1991 | 2001 | 2011 |
| -------------------------------------------------- | ---- | ---- | ---- | ---- | ---- | ---- | ---- | ---- | ---- | ---- | ---- | ---- | ---- | ---- |
| Obyvatelé                                          | 309  | 314  | 308  | 324  | 343  | 342  | 366  | 278  | 248  | 218  | 191  | 165  | 152  | 179  |
| Domy                                               | 52   | 58   | 60   | 68   | 67   | 75   | 88   | 92   | 75   | 70   | 62   | 74   | 79   | 80   |
| Data z roku 1961 zahrnují i domy z místních částí. |      |      |      |      |      |      |      |      |      |      |      |      |      |      |

## Pamětihodnosti
Na návsi stojí památkově chráněná výklenková kaple pravděpodobně ze druhé poloviny osmnáctého století. Průčelí kaple s postranními pilastry se otevírá dvoukřídlými dveřmi se sluncovými motivem ve vrchní části a vrcholí segmentovým štítem s výklenkem a zvonovým nástavcem.